# Cypress (Teksas)
Cypress – obszar niemunicypalny w Stanach Zjednoczonych, w Teksasie, w hrabstwie Harris. W 2021 roku zamieszkiwane przez 191 421 osób.